# Foraminífer bentònic

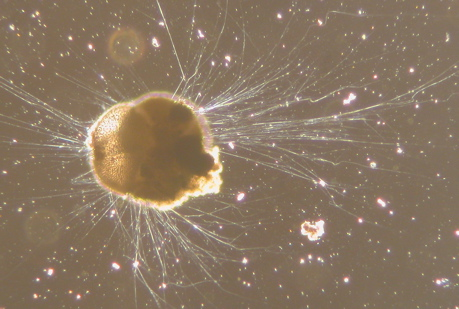
Ammonia tepida (Rotaliida)

Els foraminífers bentònics són tots aquells foraminífers que realitzen el seu cicle vital als sediments. Segons la seva distribució vertical són considerats com epifaunals (epibentònics; si viuen sobre el sediment) o infaunals (endobentònics; si viuen dins el sediment).
Aquest grup ja presenta fòssils clars durant el període Cambrià primerenc per la qual cosa es considera que els seus precursors ja es desenvoluparen durant el Precambrià tardà.
El seu llarg registre geològic ha convertit aquest grup en un dels pilars fonamentals dels estudis que impliquen reconstrucció oceànica. Permetent solucionar problemàtiques sobre la història climàtica del planeta.

## Sistemàtica dels foraminífers bentònics
Superfamília Nodosoriacea, Ehremberg, 1838 (Permià-actualitat)
| Gènere                       | Rang                               | Característiques |
| ---------------------------- | ---------------------------------- | ---------------- |
| Ichthyolaria (Frondicularia) | Permià - Holocè                    |                  |
| Nodosaria                    | Permià - Holocè                    | cosmopolita      |
| Dentalina                    | Permià - Holocè                    | cosmopolita      |
| Pseudonodosaria              | Permià - Holocè                    | cosmopolita      |
| Lingulina                    | Permià - Holocè                    | cosmopolita      |
| Marginulina                  | Triàsic - Holocè                   | cosmopolita      |
| Astacolus                    | Permià - Holocè habiten a la sorra |                  |
| Vaginulina                   | Triàsic - Holocè                   | cosmopolita      |
| Amphicoryna                  | Miocè - Holocè                     |                  |
| Citharina                    | Jur. inf. - Paleocè                | cosmopolita      |
| Neoflabellina                | Cret. sup. - Paleocè               | cosmopolita      |
| Lagena                       | Juràssic - Holocè                  | cosmopolita      |
| Lenticulina                  | Triàsic - Holocè                   | cosmopolita      |
| Saracenaria                  | Juràssic - Holocè                  | cosmopolita      |
| Frondicularia                | Permià - Holocè                    |                  |
| Oolina                       | Juràssic - Holocè                  | cosmopolita      |
| Fissurina                    | Cretaci - Holocè                   | cosmopolita      |
| Polymorphina                 | Paleocè - Holocè                   | cosmopolita      |
| Guttulina                    | Juràssic - Holocè                  | cosmopolita      |
| Gladulina                    | Paleocè - Holocè                   | cosmopolita      |